# Irina Karamanos
Irina Sabine Karamanos Adrian (Santiago del Cile, 29 ottobre 1989) è un'antropologa, politologa e attivista cilena.
Ex compagna del presidente cileno Gabriel Boric, dall'11 marzo 2022 al 16 novembre 2023 ha ricoperto l'incarico di Primera dama del Cile e di direttrice dell'area socioculturale della Presidenza.

## Biografia
Nata da una famiglia d'origine greca (i nonni paterni sono nati nella località ellenica di Kymi) e tedesca, dopo aver iniziato gli studi di arti visuali presso l'università del Cile ha abbandonato questo percorso per intraprendere quelli di sociologia all'università di Heidelberg, in Germania. Oltre allo spagnolo, parla inglese, greco e tedesco.
Si è avvicinata alla politica scrivendo alcuni articoli sul ruolo della donna per il periodico The Clinic e partecipando come opinionista nel programma Sin Filtros sul canale televisivo Vive. Militante femminista, nel 2016 è entrata nel Movimento Autonomista dove ha conosciuto il suo futuro compagno Gabriel Boric. Nel 2019, nel corso delle grandi proteste sociali che hanno interessato il Cile, Karamanos ha contribuito a fondare il partito politico di sinistra Convergencia Social emergendo come una delle principali dirigenti femministe.
In seguito alla vittoria di Boric alle elezioni del 2021 Karamanos ha inizialmente dichiarato che avrebbe rifiutato di assumere il ruolo di primera dama poiché esso "non ha nessun senso". Successivamente ha promesso di accettare il mandato a patto di riformarlo.